# Garamkövesd
Garamkövesd (szlovákul Kamenica nad Hronom) község Szlovákiában, a Nyitrai kerület Érsekújvári járásában.

## Fekvése
Párkánytól 4 km-re északra, Kovácspataki-hegyek nyugati peremén, a Garam bal partján, annak dunai torkolatánál fekszik. Északnyugatról Kicsind, északról rövid szakaszon Ipolyszalka, észak-északkeletről Bajta, keletről Helemba, délről Esztergom (Szentgyörgymező) és Párkány, délnyugatról pedig Nána határolja. Déli határát (mely egyben államhatár is) a Duna, Nánával közös határának egy részét pedig a Garam alkotja.

## Élővilága

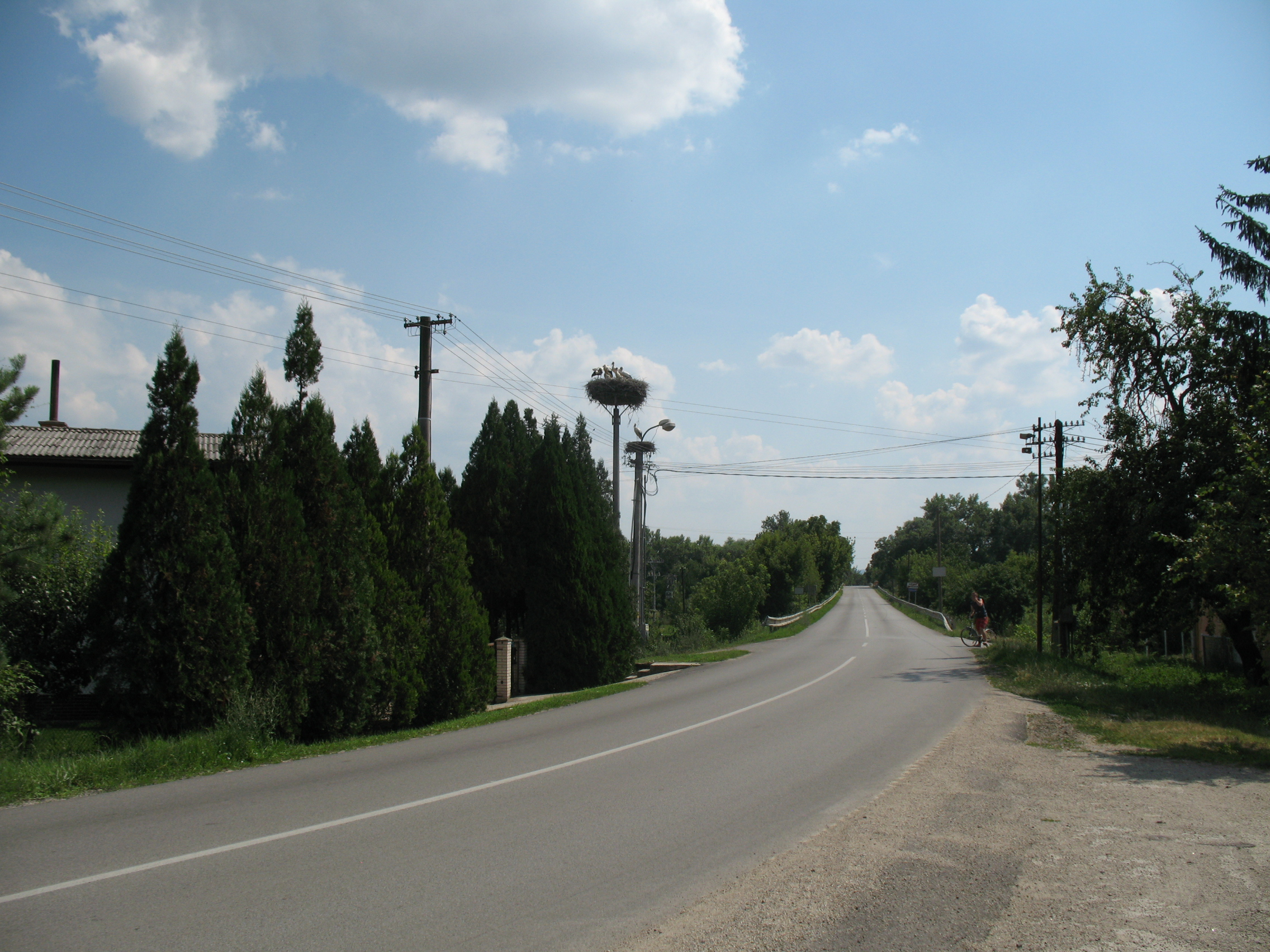
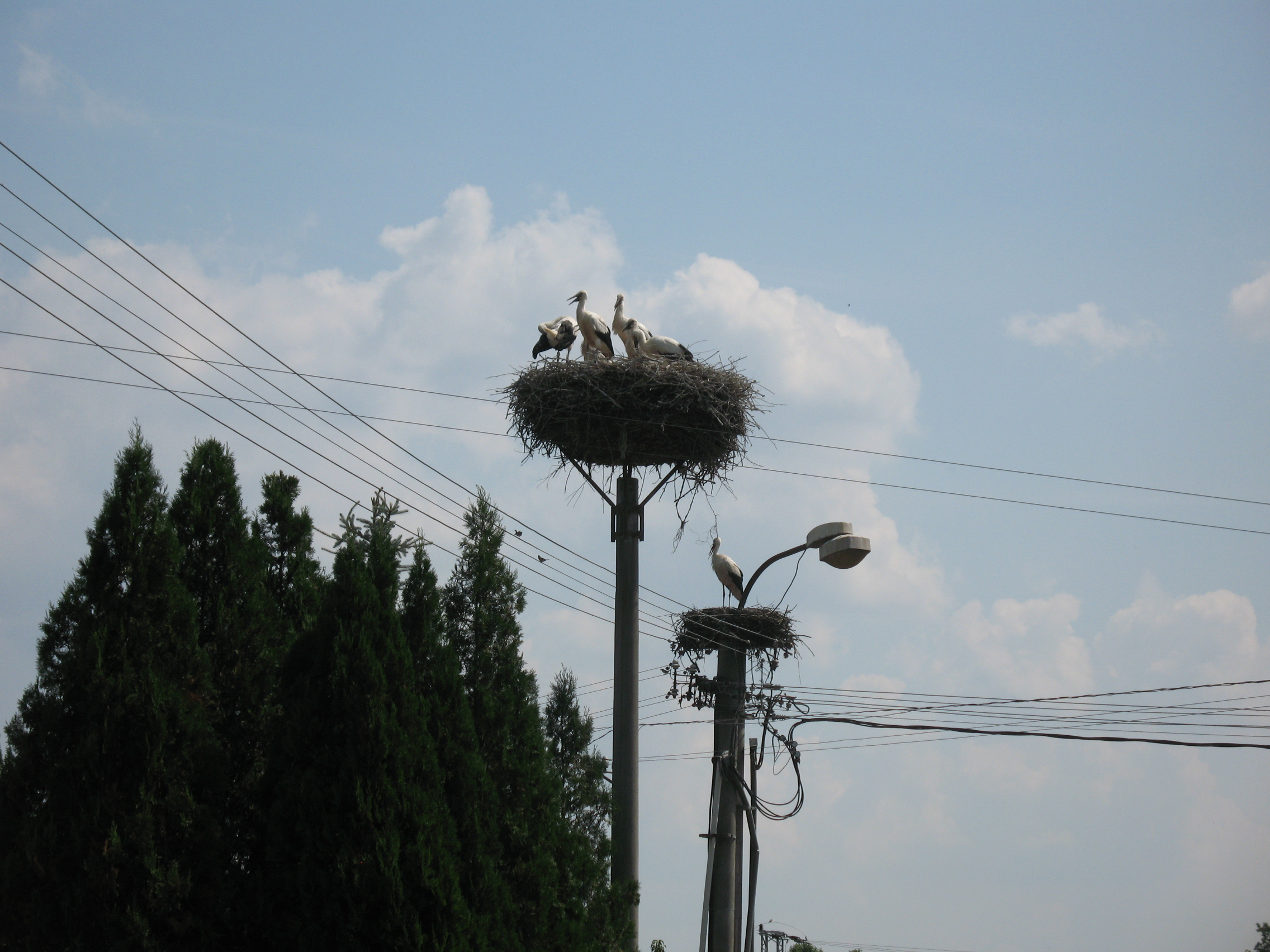
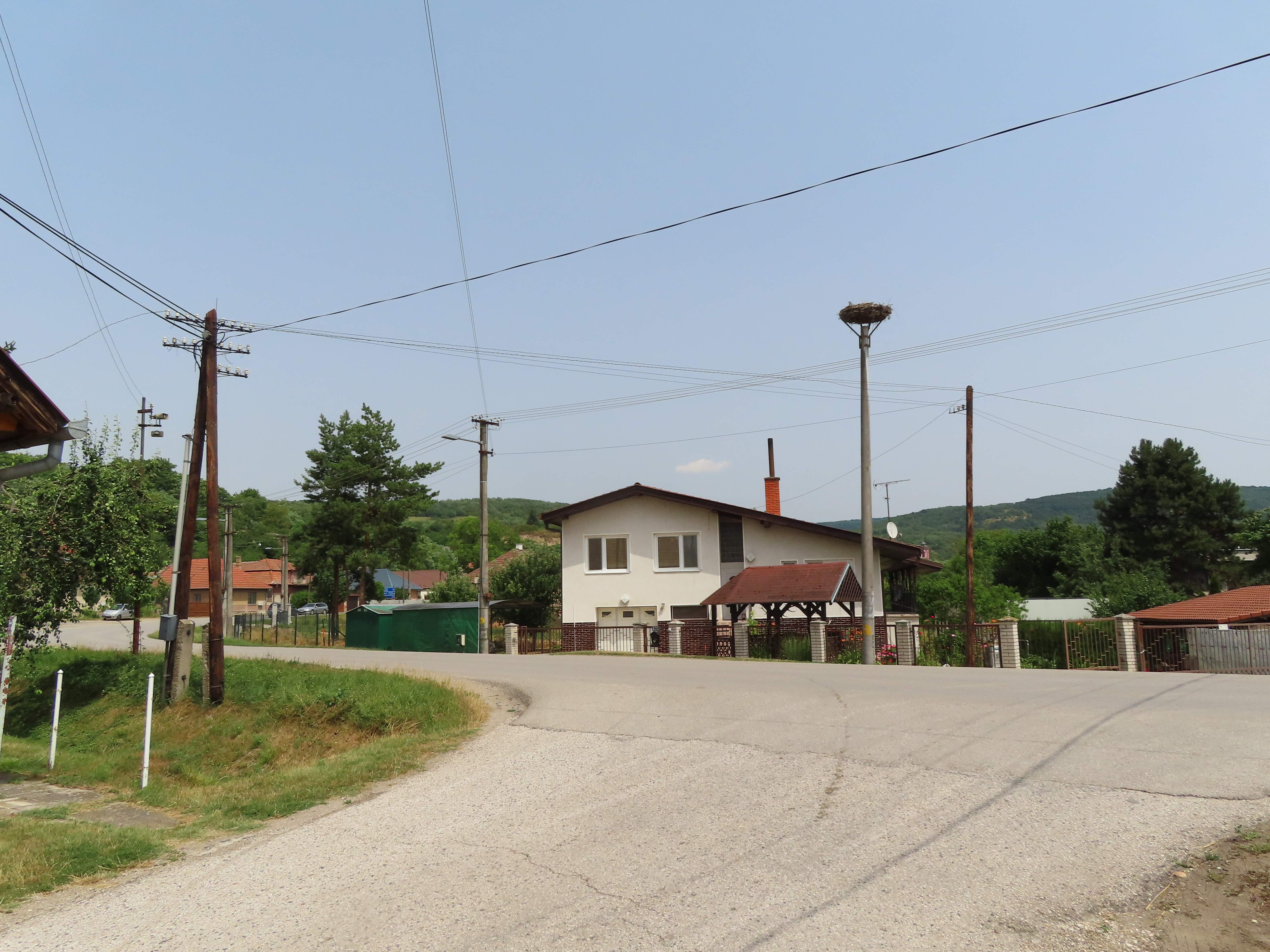
2021

Garamkövesden két gólyafészek található, 2013-ban az egyikben 6 fióka volt.

## Története
1307-ben Kuesd néven említik először. 1320-ban az esztergomi Ágoston-rendi szerzetesek a kövesdi malomhelyet az esztergomi káptalannak adják. 1332-ben a pápai tizedjegyzék már említi Szent Mihály templomát. A 14. században a gróf Cseszneky család birtoka volt.[forrás?]
1420-ban Kövesdy Balázs itteni birtokát szintén a káptalannak adja. A 16. század elején 12 és fél telken 34 jobbágy élt a településen. A török hódoltság alatt a község lakossága lecsökkent. 1715-ben 30 család élt itt. 1828-ban 106 házában 647 lakos élt. Lakói főként mezőgazdasággal, gyümölcs- és szőlőtermesztéssel foglalkoztak. Története során végig az Esztergomi érsekség birtoka.
Vályi András szerint "KÖVESD. Elegyes falu Hont Várm. földes Ura az Esztergomi Érsekség, lakosai katolikusok, fekszik Garam vize mellett, Párkányhoz 1 órányira, szőleje nagy hegyen van, melly bőven szokott fejér és vörös bort teremni, határja hasonló Bajtáéhoz."
Fényes Elek szerint "Kövesd, Hont m. magyar falu, közel a Garannak a Dunába való ömléséhez: 656 kath. lak. Kath. paroch. templom. Tágas szőlőhegyén sok veres bort termeszt. Makkos erdeje szép. F. u. az esztergomi érsek. Ut. p. Esztergom."
A község fejlődése a 19. század második felében indult meg, amikor a Budapest–Bécs vasútvonal egyik állomása lett. Egykor közjegyzőségi székhely, hajó- és postaállomással, lakóinak száma is folyamatosan emelkedett. A község vasútállomása 1882-ben épült fel.
A trianoni békeszerződésig Hont vármegye Szobi járásához tartozott. 1938 és 1944 között – az első bécsi döntés következtében – ismét magyar fennhatóság alá került.

## Népessége
| Év:            | 1994. | 2004.   | 2014.   | 2024.    |
| -------------- | ----- | ------- | ------- | -------- |
| Emberek száma: | 1321  | 1323    | 1396    | 1218     |
| Eltérés:       |       | +0,15 % | +5,51 % | -12,75 % |

| Év:            | 2023. | 2024.   |
| -------------- | ----- | ------- |
| Emberek száma: | 1233  | 1218    |
| Eltérés:       |       | -1,21 % |

1880-ban 1063 lakosából 924 magyar és 24 szlovák anyanyelvű volt.
1890-ben 1038 lakosából 865 magyar és 166 szlovák anyanyelvű volt.
1900-ban 1172 lakosából 1136 magyar és 30 szlovák anyanyelvű volt.
1910-ben 1226 lakosából 1200 magyar és 26 szlovák anyanyelvű volt.
1921-ben 1394 lakosából 1235 magyar és 108 csehszlovák volt.
1930-ban 1465 lakosából 885 magyar és 502 csehszlovák volt.
1941-ben 1444 lakosából 1443 magyar és 1 szlovák volt.
1970-ben 1737 lakosából 1458 magyar és 271 szlovák volt.
1980-ban 1581 lakosából 1304 magyar és 274 szlovák volt.
1991-ben 1393 lakosából 1132 magyar és 253 szlovák volt. 
2001-ben 1300 lakosából 1017 magyar és 256 szlovák volt.
2011-ben 1365 lakosából 877 magyar, 398 szlovák és 79 ismeretlen nemzetiségű volt.
2021-ben 1269 lakosából 883 (+35) magyar, 260 (+35) szlovák, 7 cigány, 6 (+1) egyéb és 113 ismeretlen nemzetiségű volt.

## Neves személyek
- Itt született 1915-ben és hunyt el 1985-ben Gyurcsó István költő. Szobra a falu főterén áll, sírja pedig a temetőben látható.
- Itt született 1916-ban Csonka Ferenc irodalomtörténész, műfordító, klasszika-filológus.
- Itt született 1985. január 24-én Saláta Kornél szlovák válogatott labdarúgó.
- Itt élt a szabadságharc leverése után és itt hunyt el 1885-ben Bátori-Sulcz Bódog 48-as honvéd ezredes, zászlóaljparancsnok, majd dandárnok, végül Klapka György helyettese Komárom várában.
- Itt élt Gyürky Antal (1817-1890) magyar borász, mezőgazdász, királyi kataszteri felügyelő, lapszerkesztő, borászati és közgazdasági szakíró.
- Itt szolgált Andrej Kubina (1844-1900) jezsuita pap.
- Itt szolgált Machovich Gyula (1858-1937) teológiai doktor és plébános.
- Itt szolgált Turcsek J. Ferenc (1915-1977) zoológus, vadász, "az első szlovákiai ökológus".
- Itt szolgált Czigány Imre (1917-1985) plébános, meghurcolt magyar pap.

## Nevezetességei
- Temploma 1734-ben épült, tornyot azonban csak 1842-ben építettek hozzá.
- A községhez tartozó Kovácspatak kedvelt üdülőtelep.
- 1966-ban a Kovácspataki-hegyek egy részét természetvédelmi területté nyilvánították Kovácspataki Dombok-Dél néven. Számos növényritkaság található a területén, melyen 5 km hosszú tanösvény vezet át. A muflon, parlagi sas, darázsölyv, uhu, zöld gyík, pannon gyík élőhelye.
- Gyurcsó István emlékmű.
- Hubik István emléktábla a művelődési ház falán.
- A községben egy Szent Orbán tiszteletére emelt kis kápolna is állt, ez azonban az 1945-ös harcok idején összeomlott.

## Képek

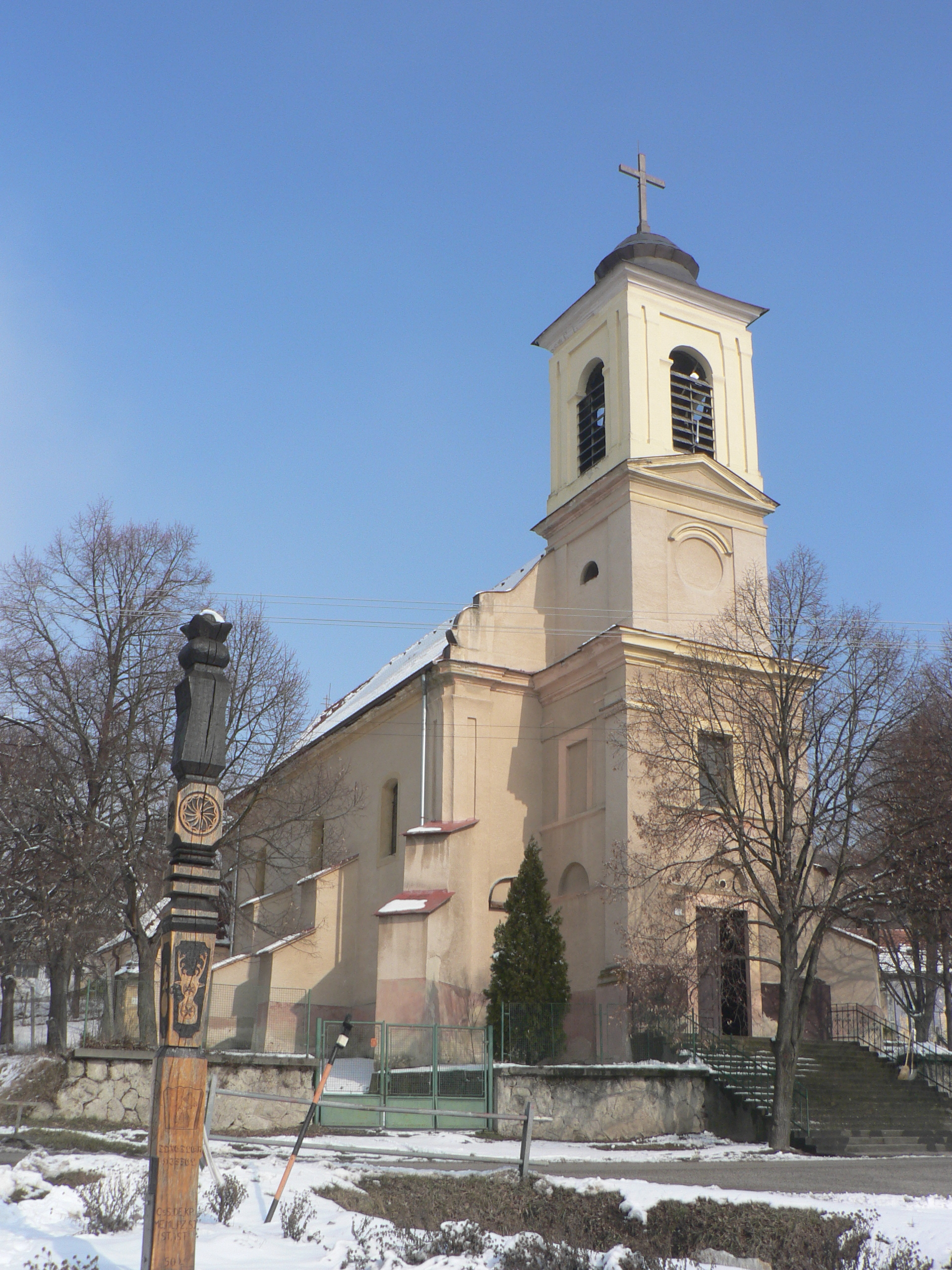
A garamkövesdi római katolikus templom
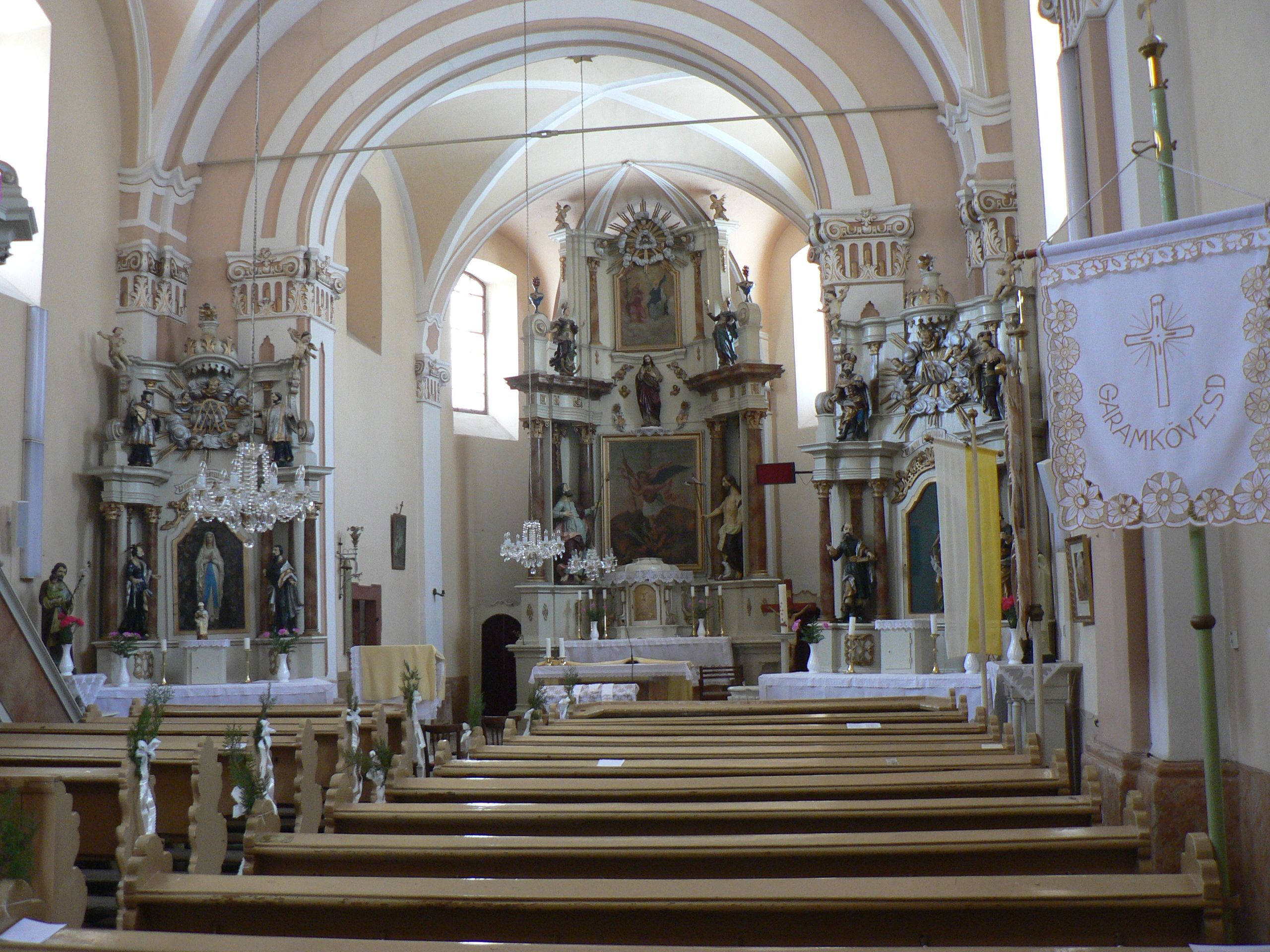
A templom belseje
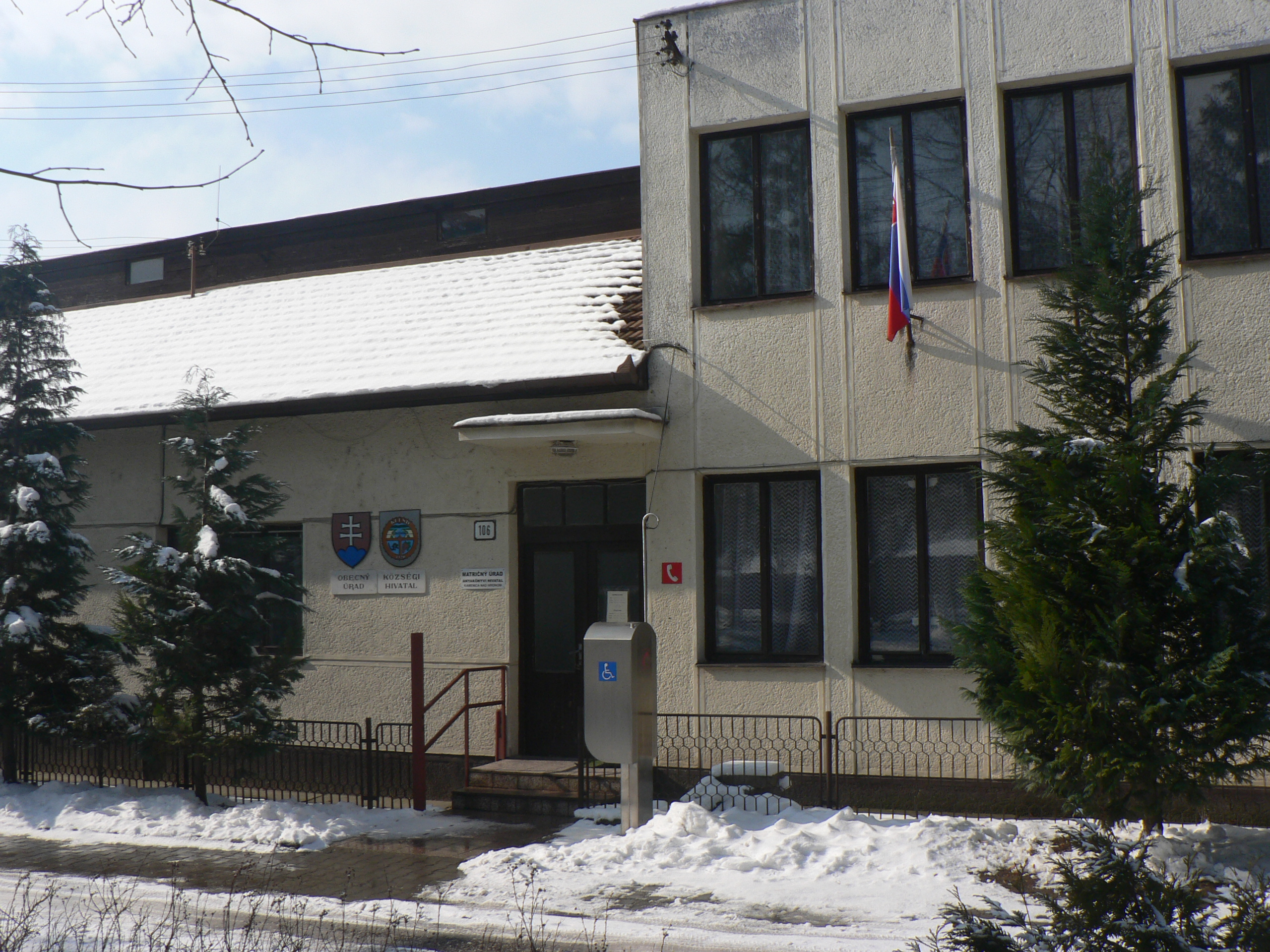
A községi hivatal Garamkövesden
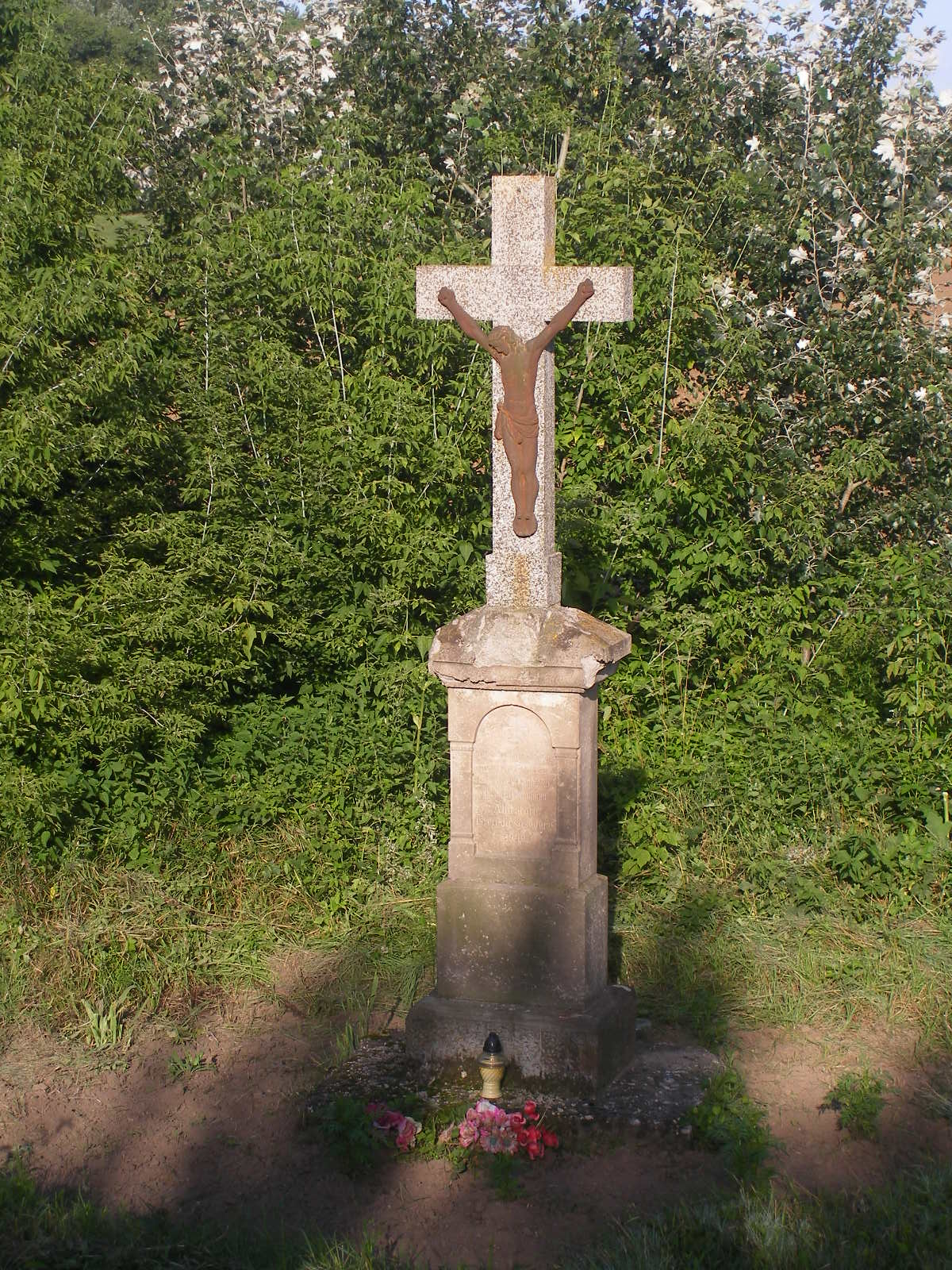
Feszület a párkányi út mellett, a Garam hídjának közelében
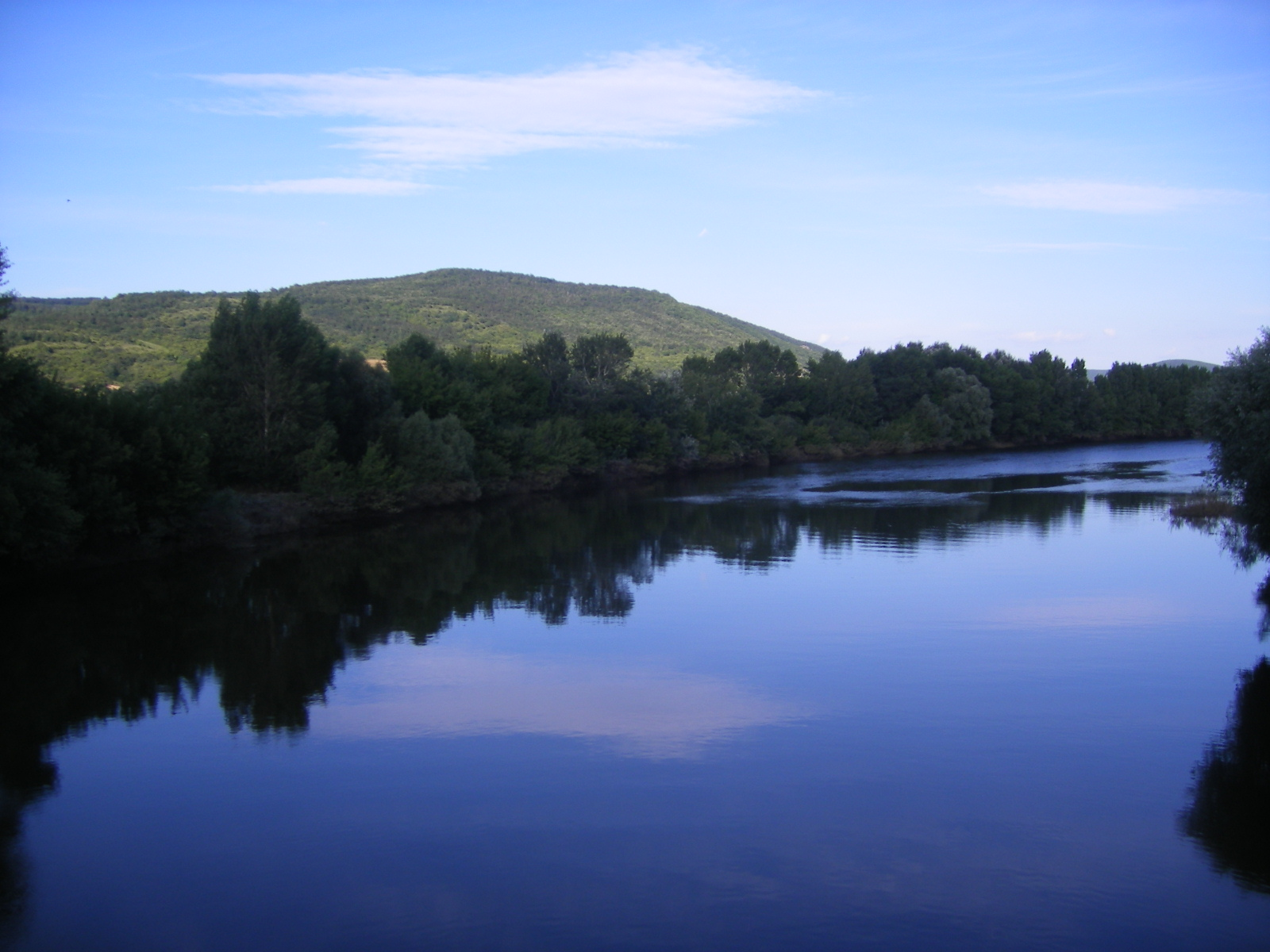
A Garam Garamkövesdnél
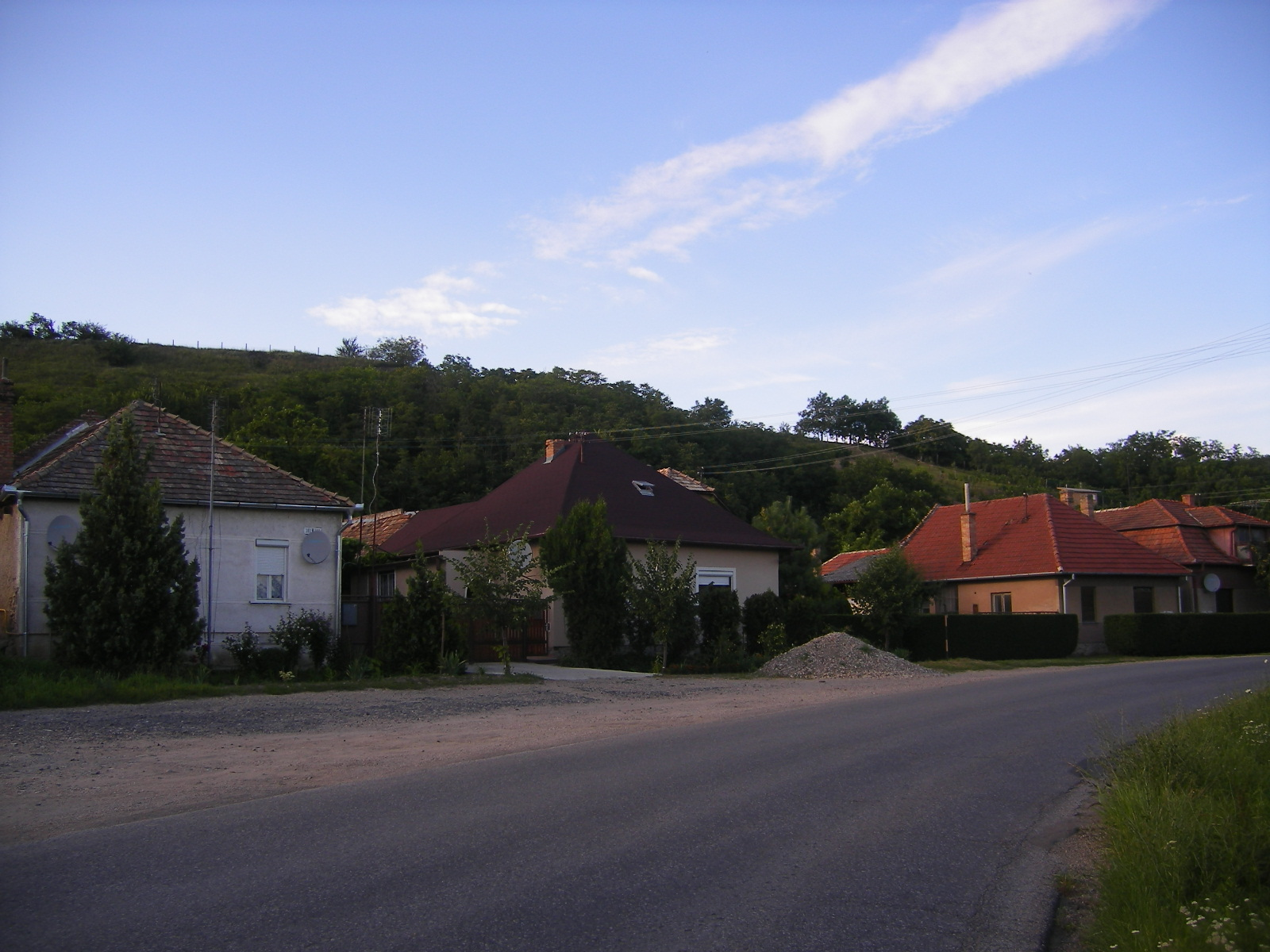
Garamkövesdi utcakép
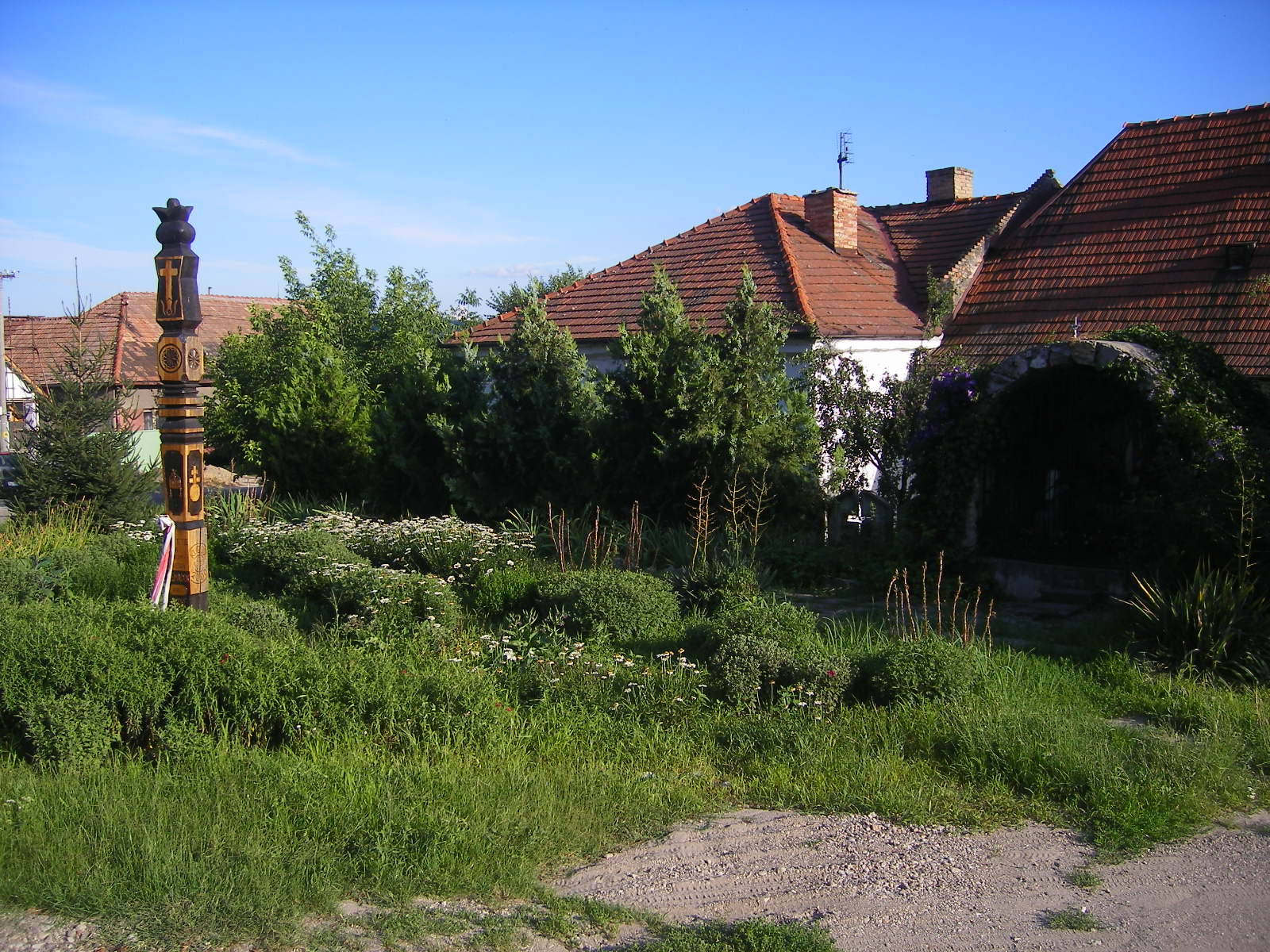
Kopjafa és lourdes-i barlang a faluközpontban
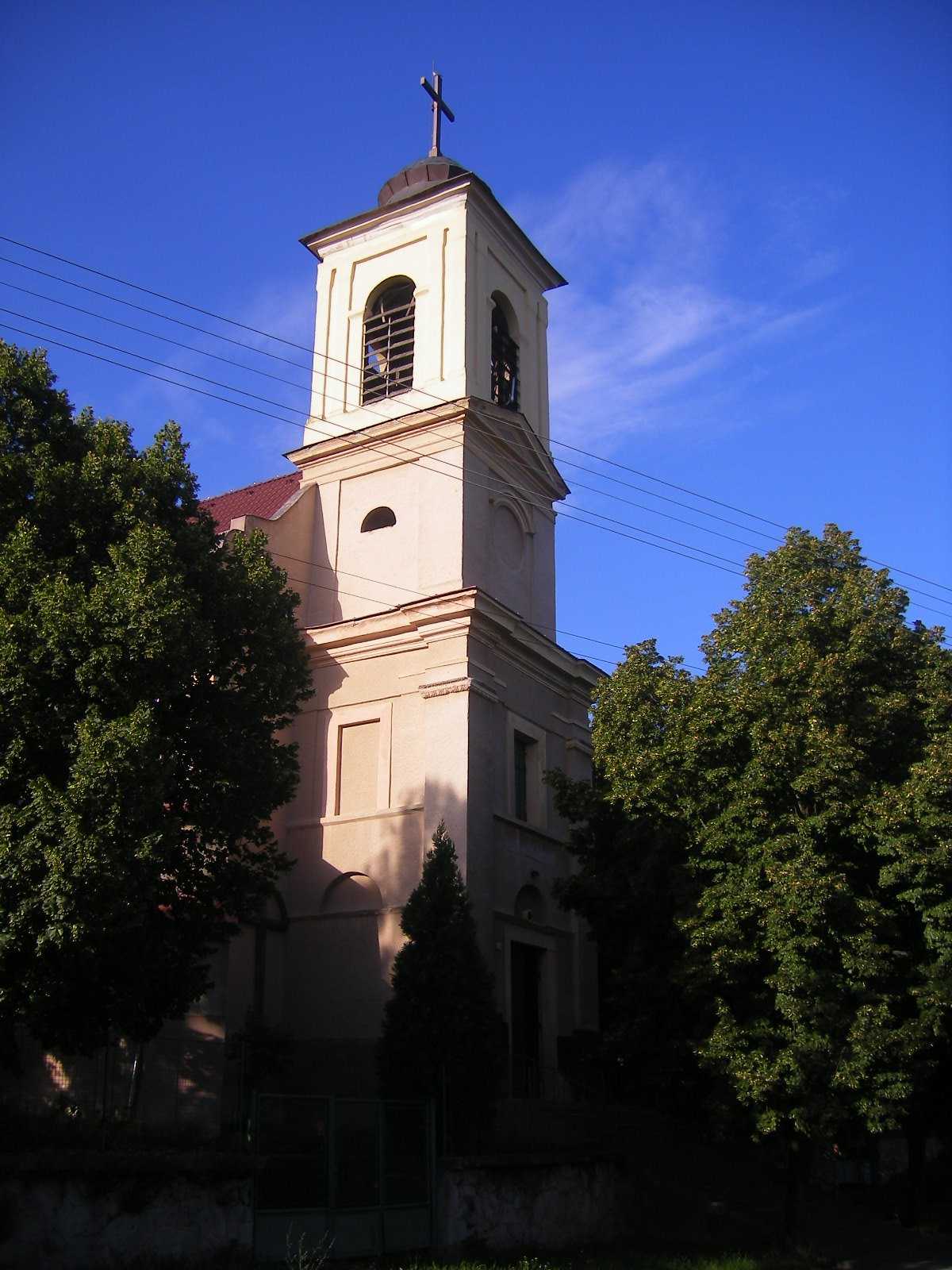
Katolikus templom
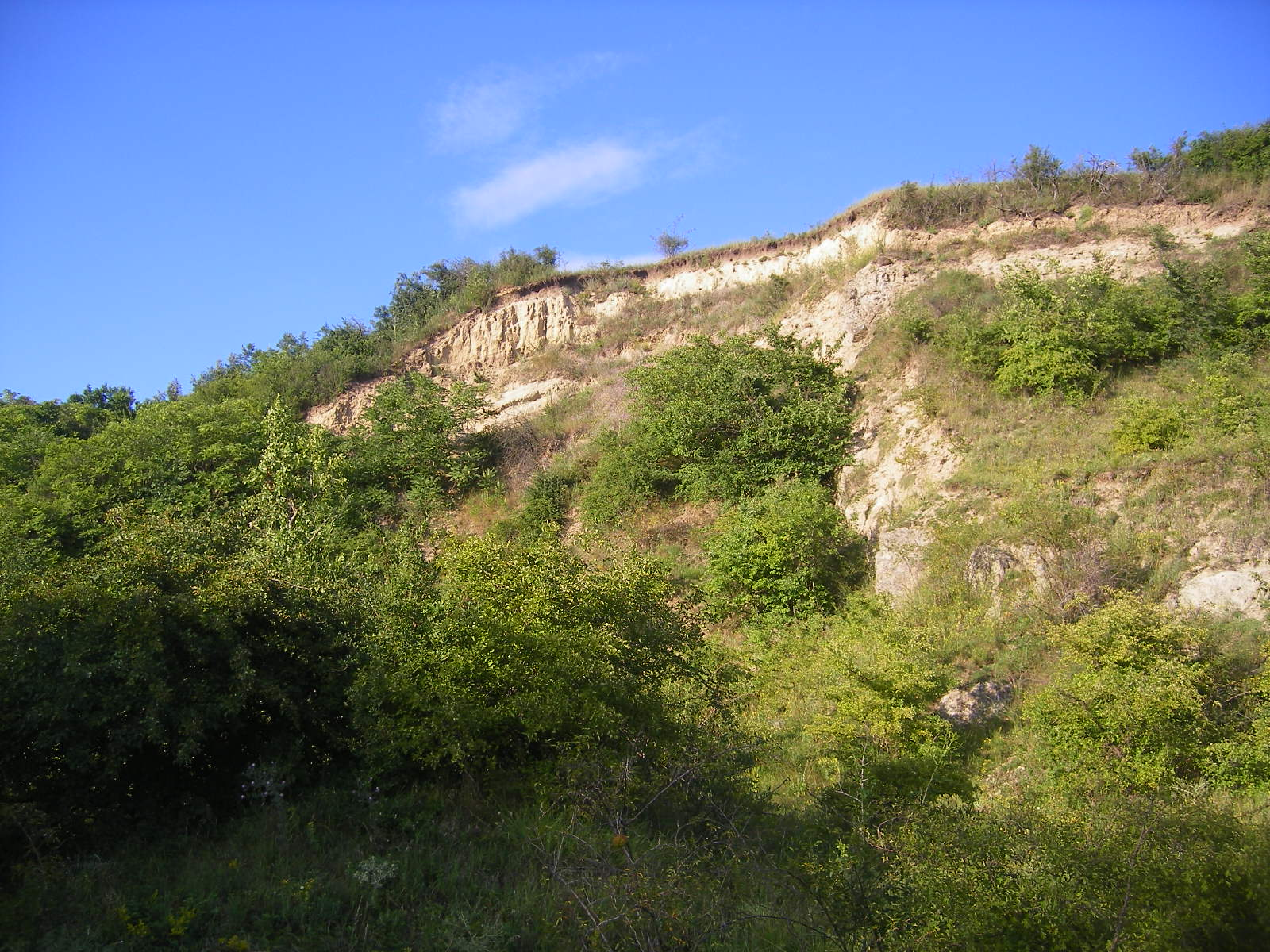
Löszfal a falutól északra
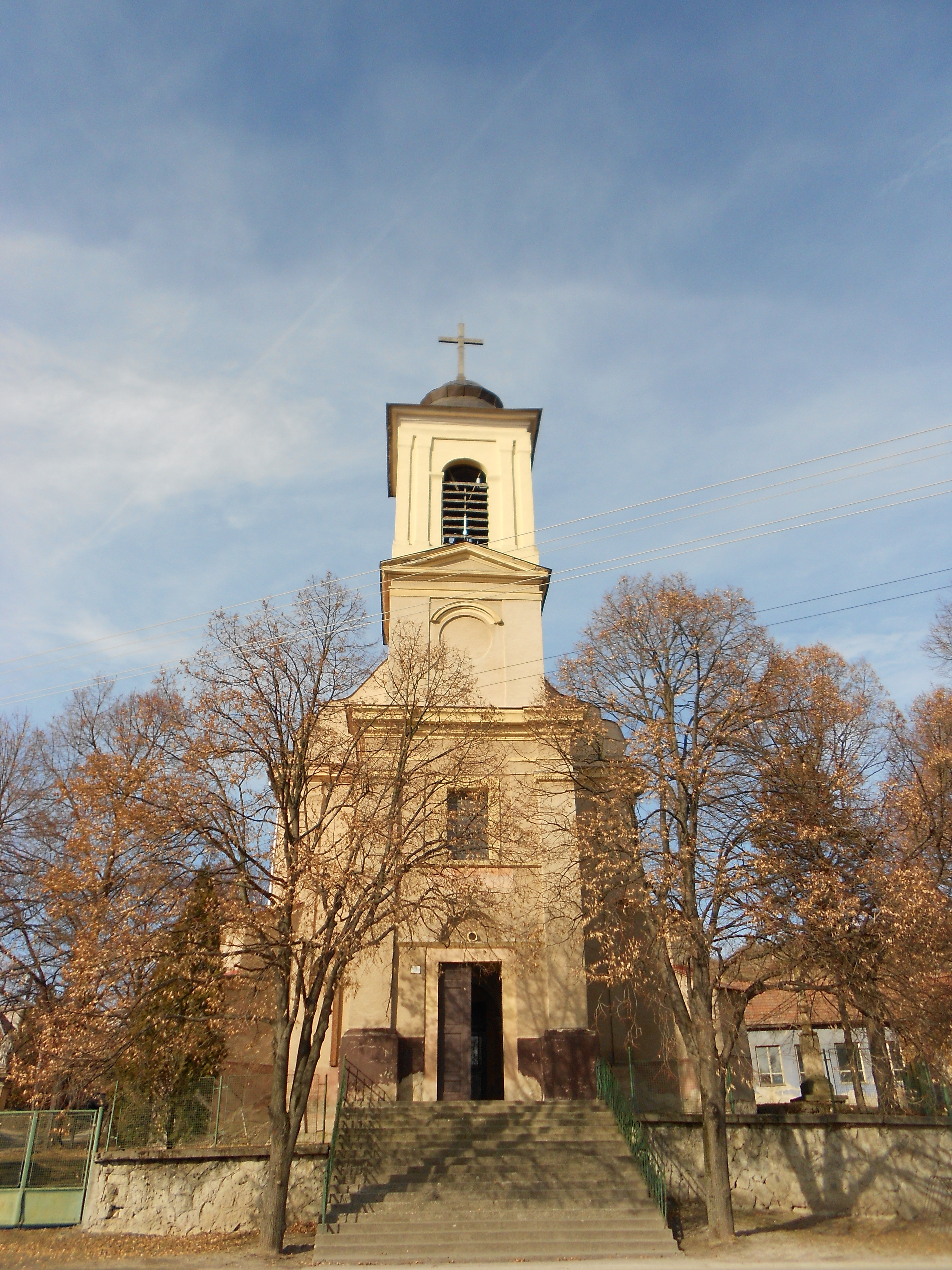
Garamkövesdi római katolikus templom
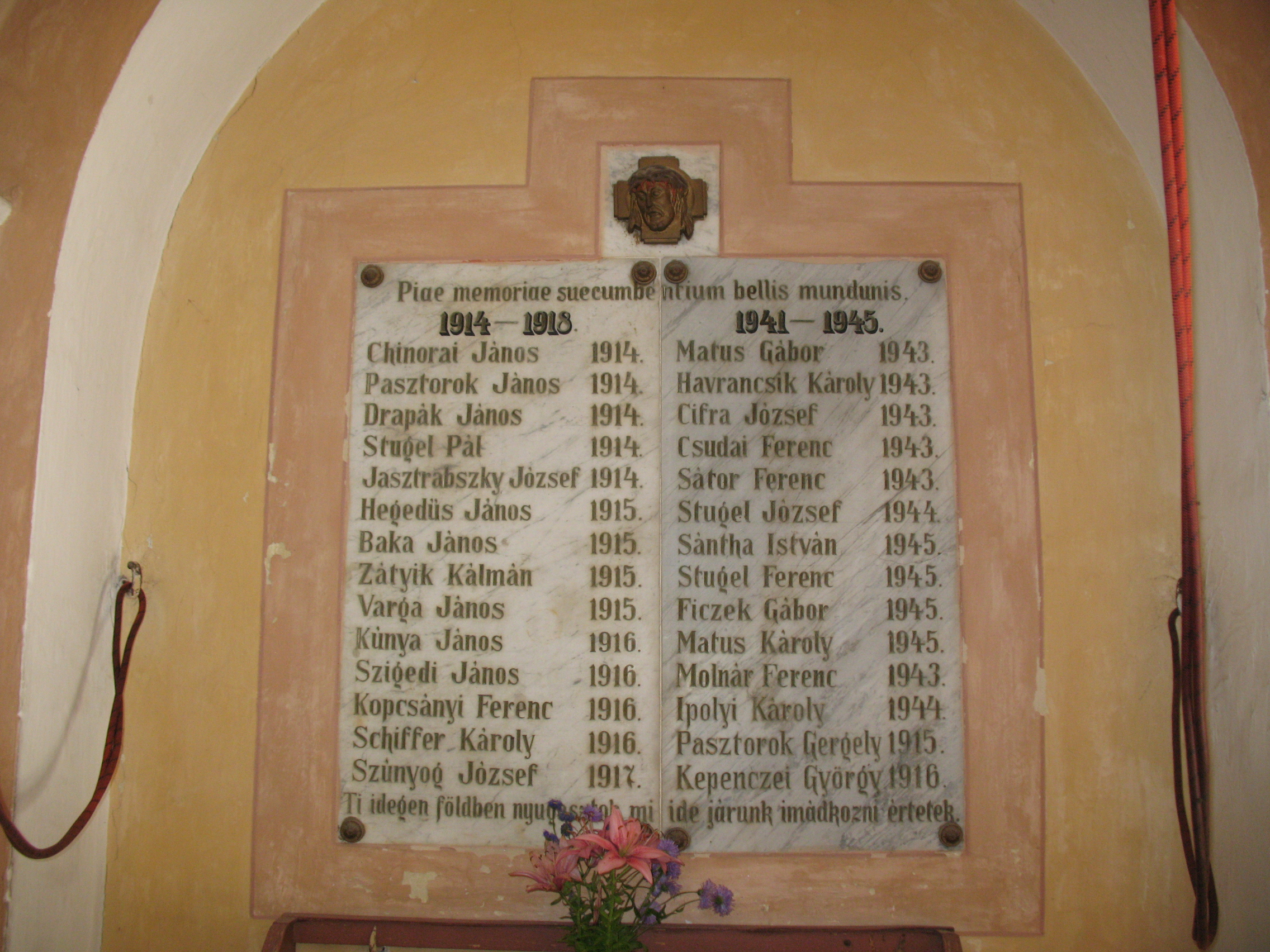
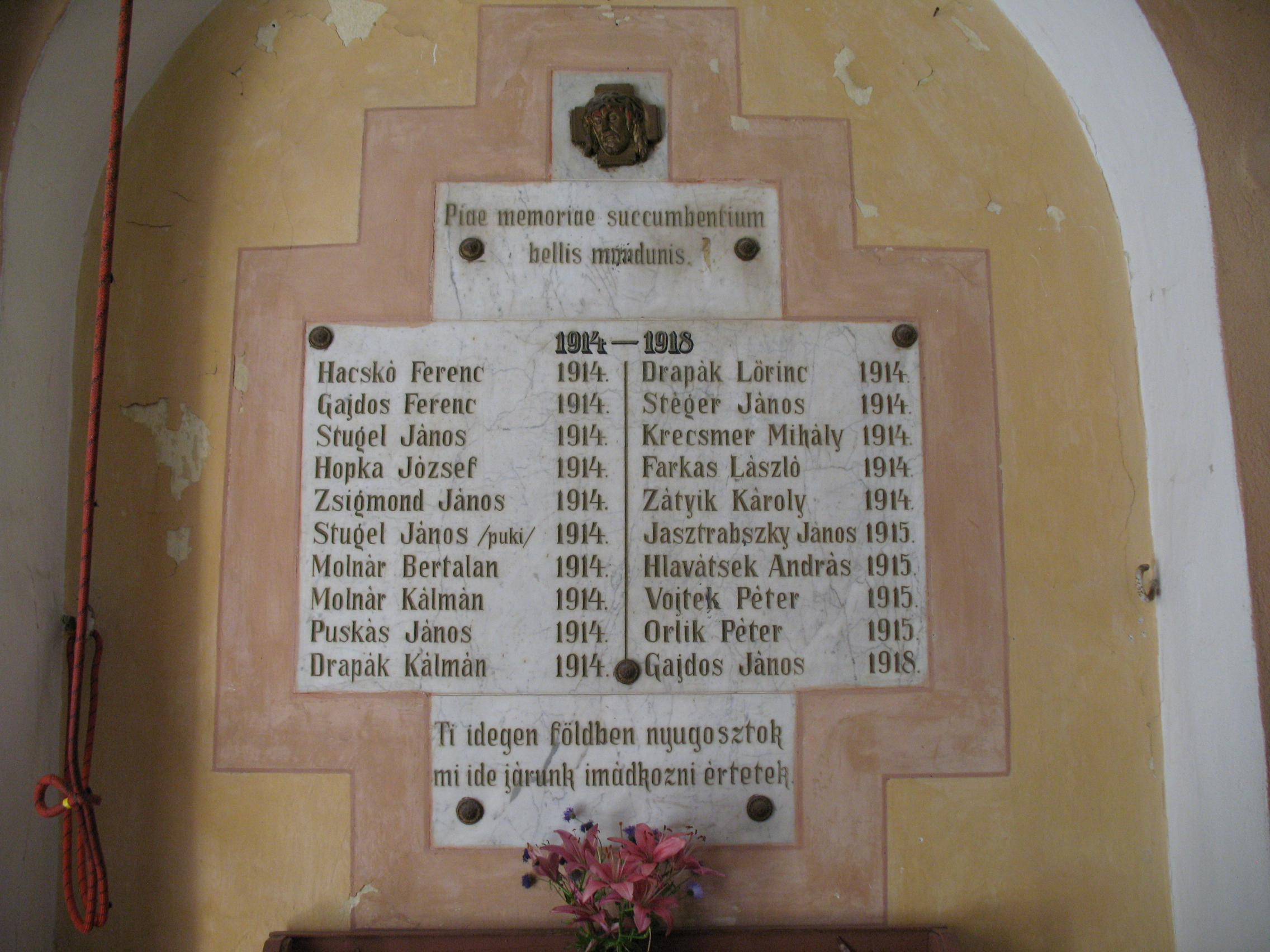

## Külső hivatkozások
- Hivatalos oldal
- Községinfó
- Garamkövesd Szlovákia térképén
- Alapinformációk